# August Oberhauser
August Oberhauser (* 4. März 1895; † 1. August 1971 in Merlischachen) war ein Schweizer Fussballspieler und Leichtathlet.

## Karriere
August Oberhauser spielte auf Vereinsebene für den FC Nordstern Basel Fussball und war zudem Leichtathlet. Er absolvierte 20 Länderspiele für die Schweizer Nationalmannschaft und nahm mit dieser an den Olympischen Sommerspielen 1924 in Paris teil. Dort gewann die Mannschaft die Silbermedaille.